# Stargardzkie Centrum Kultury

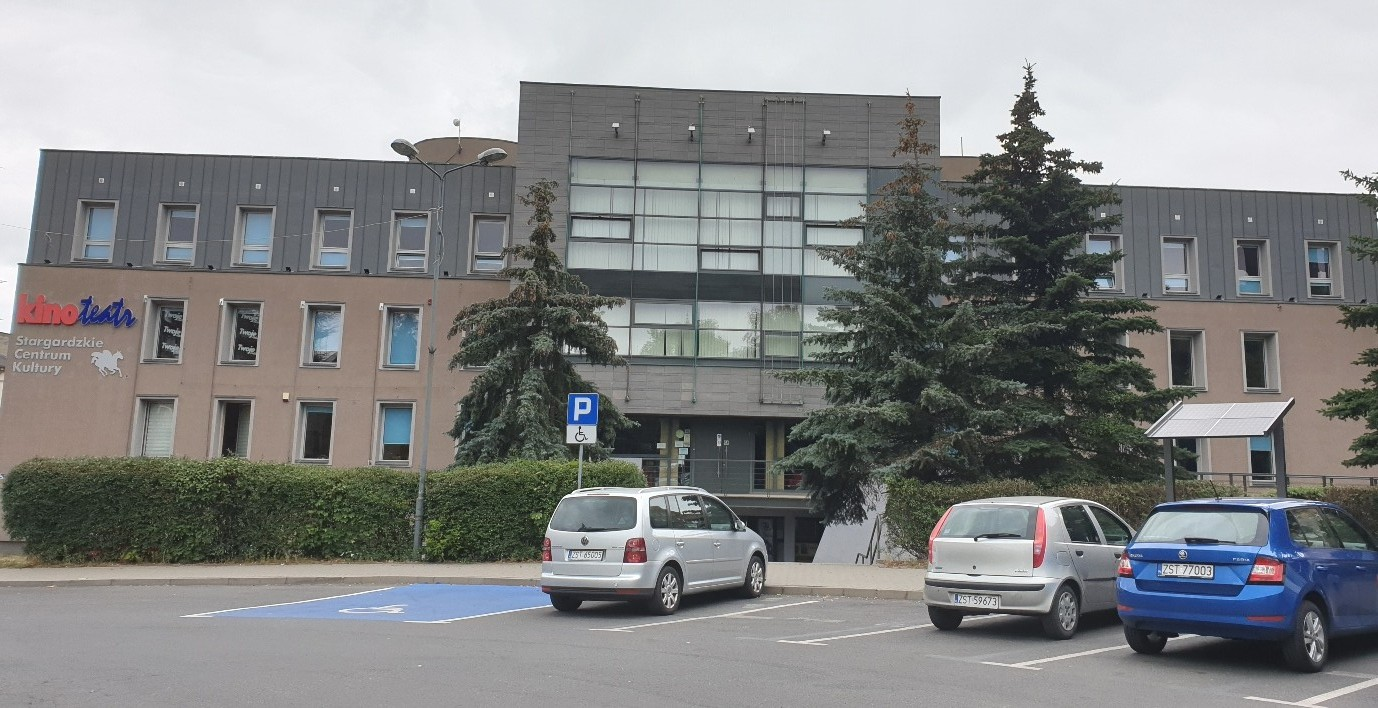
Stargardzkie Centrum Kultury (2020)

Stargardzkie Centrum Kultury - samorządowa instytucja kulturalna w Stargardzie funkcjonująca od 1983 w budynku przy Józefa Piłsudskiego 105. Organizator licznych imprez i przedsięwzięć kulturalnych na terenie miasta.

## Historia
Miejski Dom Kultury (bo taka była pierwotna nazwa) działał w piwnicach Książnicy Stargardzkiej (Dom Rohledera). W 1984 placówka otrzymała nowy trzykondygnacyjny budynek po dawnym areszcie śledczym jednocześnie zmieniono nazwę na Stargardzkie Centrum Kultury. Budynek SCK przechodził dwukrotnie kapitalne remonty. W końcu XX wieku modernizacji poddano północną część centrum tworząc m.in. Małą Scenę z miejscami na 200 osób oraz salę baletową. Za ciekawą architektonicznie bryłę budynku i jego wartość użytkową obiekt w 2000 roku otrzymał nagrodę Stowarzyszenia Architektów Polskich.
15 listopada 2006 otwarto ponownie południowe skrzydło budynku. Głównym elementem trwającej blisko 2 lata remontu była budowa sali kinowo-teatralnej. Widownia kino-teatru SCK mieści 394 osoby. W styczniu 2010 w kinie zamontowano cyfrowy projektor oraz przystosowano kino do projekcji w 3D. Od 2013 roku otworzono 2 salę kinową na 80 miejsc.
Stargardzkie Centrum Kultury jest administratorem amfiteatru miejskiego i Teatru Letniego w imieniu Miasta.

## Zespoły i pracownie działające w SCK
- Pracownia wokalna - Zespół De Facto
- Pracownia wokalna - Chór Cantore Gospel
- Pracownia teatralna - Teatr Krzywa Scena i Nowa Generacja Krzywej Sceny
- Pracownia teatralna - Teatr Ognia Fire Arrow
- Pracownia fotograficzna
- Pracownia taneczna (Dancehall)
- Pracownia Lokalności i Dziennikarstwa
- Pracownia Ukulele
- Pracownia Gitary
- Pracownia Rzemiosła
- Szkoła Tańca "Astra"
- Szkoła Tańca "Respect"
- Uniwersytet Trzeciego Wieku

## Imprezy cykliczne organizowane przez SCK
- Stargard Festiwal
- COOLturalne Wakacje
- Czwartkowe Spotkania Klubu Filmowego
- ArtFestiwal Stargard
- Stargardzka Scena Młodych
- Wernisaże - Galeria 108 i Galeria Hol
- Warsztaty Stargard Gospel Days
- Jarmark Świąteczny pod Szczęśliwą Gwiazdą
- Alibabki - cykl filmowy dla kobiet
- Stargardzka Manufaktura Sztuki
- Finał Wielkiej Orkiestry Świątecznej Pomocy
- Dzień Pionierów Stargardu